# André Quenum (arrangeur)
Pour l’article homonyme, voir André Quenum.
André Quenum (né André de Berry Quenum au Bénin et mort le 25 février 2013 à Parakou au Bénin) est un pianiste, arrangeur et producteur béninois. Il est le fondateur de Musigerme production, un studio d’arrangement musical et production.

## Biographie
Il est ingénieur de son.
Il produit après 15 ans d’activité avec Musigerme un grand nombre d'oeuvres musicales au Bénin et ailleurs. À son actif, 372 albums produits de 1999 à 2011, 32 techniciens formés de 1996 à 2011 et 95 ingénieurs de son recyclés en 2008. il est le producteur de plusieurs artistes comme de GG Lapino, Ignace Don Métok, le groupe H2O Assouka,.
Il décède le 25 février 2013 dans un cabinet de soins à Parakou au Bénin. Son inhumation est le 6 avril 2013 au Cimetière de Somè dans le Commune d'Abomey-Calavi après une séance d’hommages rendu par les artistes dans la matinée au hall des arts de Cotonou.